# Wim Suurbier
Wilhelmus Lourens Johannes (Wim) Suurbier (Eindhoven, 16 januari 1945 – Amsterdam, 12 juli 2020) was een Nederlands voetballer en voetbaltrainer. Met AFC Ajax won de verdediger in de jaren 1971-1973 drie keer de Europacup I. Hij kwam zestig keer uit voor het Nederlands elftal en speelde in de verloren WK-finales van 1974 en 1978. Hij kwam 392 keer uit voor de hoofdmacht van Ajax.

## Biografie

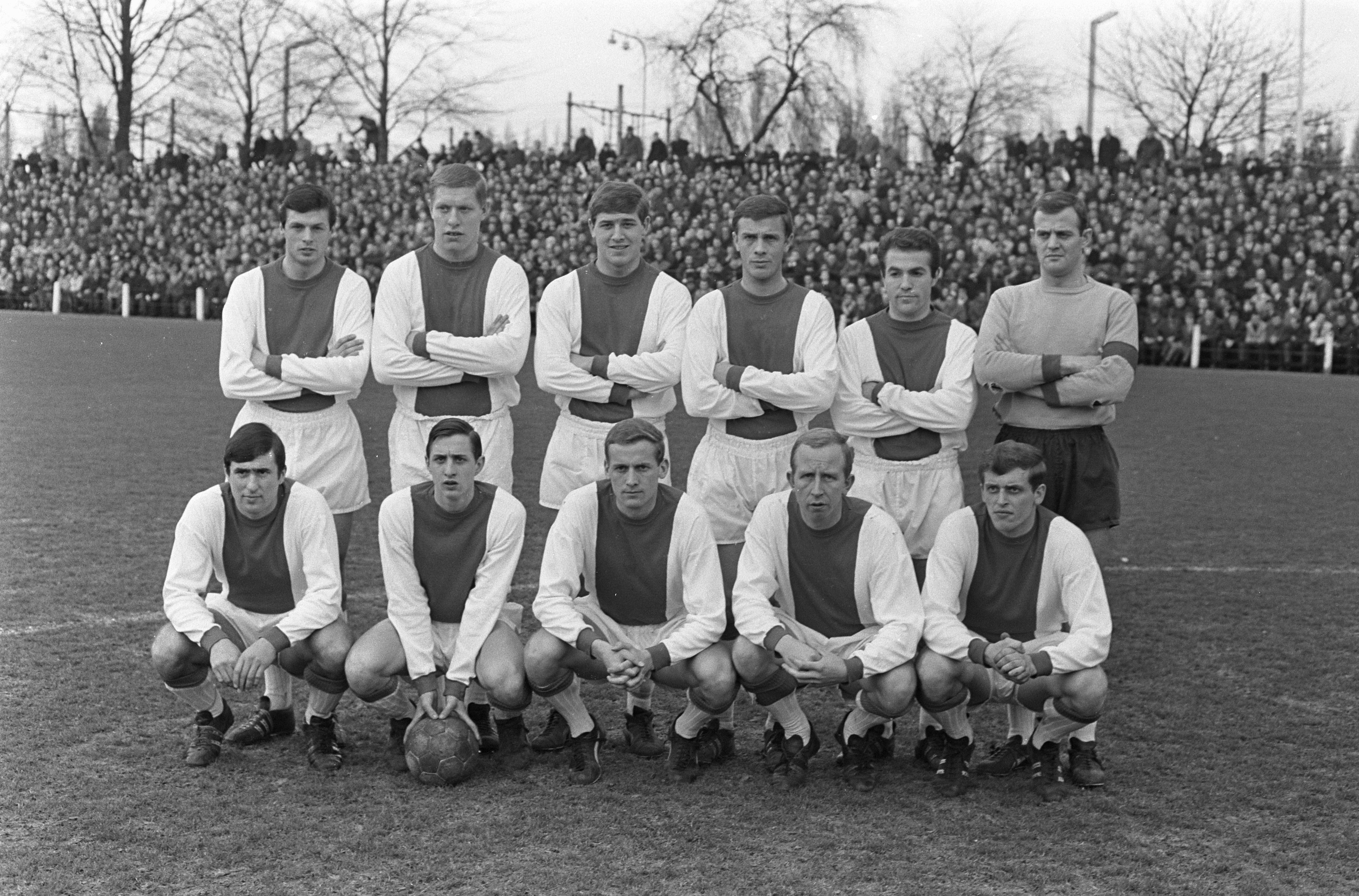
Suurbier (staand links) en het Ajax-elftal 1967

Suurbier werd als de oudste van twee zonen geboren uit het huwelijk van Willem Suurbier en Nelly Kwint. Vlak na de oorlog verhuisde hij met zijn ouders naar Amsterdam.
Op advies van jeugdvriend Piet Keizer ging Suurbier naar voetbalvereniging AVV Amstel waar Keizer lid was. Hij speelde ook een proefwedstrijd bij AFC DWS, maar werd te licht bevonden. Na een wedstrijd van het Amsterdamse jeugdelftal, waarin hij drie keer scoorde, werd Suurbier benaderd door iemand van AFC Ajax en ging naar eigen zeggen voor een paar voetbalschoenen, een shirt, een broekje en een paar kousen naar die club in 1961.   
Wim Suurbier debuteerde als achttienjarige op 5 januari 1964 in het eerste van AFC Ajax, tijdens een uitwedstrijd tegen ADO Den Haag (1-0 verlies). In het Zuiderparkstadion kwam Suurbier na 33 minuten in het veld. Zijn tweede wedstrijd speelde hij ruim een maand later als basisspeler, in de door AFC Ajax met 1-0 gewonnen bekerwedstrijd uit tegen Sparta Rotterdam. Suurbier tekende datzelfde jaar zijn eerste profcontract.
Suurbier speelde bijna altijd als opkomende rechtervleugelverdediger. In de periode 1965 tot 1971 was het door trainer Rinus Michels geïntroduceerde totaalvoetbal, met opkomende verdedigers en meeverdedigende aanvallers, nog een unicum. Suurbier maakte met Ajax de glorietijd mee: de verloren Europacup I-finale in 1969, de gewonnen Europacup I-finales van 1971, 1972 en 1973 en zes landskampioenschappen. In 1972 won hij met Ajax de wereldbeker voor clubteams en in 1977 werd hij voor de zevende keer landskampioen met Ajax.
Met het Nederlands elftal stond hij in de WK-finales van 1974 en (als invaller) 1978, op beide toernooien met nummer 20. Ook speelde hij op het Europees kampioenschap voetbal 1976, waar Oranje derde werd. Tussen 1966 en 1978 speelde Suurbier zestig interlands, waarin hij driemaal scoorde.
Suurbier wisselde in oktober 1977 Ajax voor FC Schalke 04. Na het WK van 1978 vertrok hij naar Frankrijk, waar FC Metz zijn werkgever werd. Vervolgens verdween hij naar het Amerikaanse Los Angeles Aztecs en keerde einde 1980 kortstondig als huurling in Nederland terug bij Sparta. Na een korte periode in Hongkong vertrok Suurbier vervolgens weer naar de Verenigde Staten waar hij, vanwege de teloorgang van de veldcompetities, vooral indoor speelde. Een zware knieblessure brak zijn profloopbaan af en hij ging verder als trainer, al kwam hij voor enkele clubs ook nog als speler in actie.
Suurbier stond tijdens zijn voetballoopbaan bekend om zijn grappen en grollen. Op het WK voetbal van 1974 voerde hij met Ruud Krol regelmatig voor de tv acts op als het duo Snabbel en Babbel.
In 2005 noemde de gemeente Amsterdam de Wim Suurbierbrug naar hem.
Op 25 april 2020 werd hij getroffen door een hersenbloeding. Op 12 juli 2020 overleed hij aan de gevolgen hiervan.

## Loopbaan
| Periode   | Club                   | Competitie                      | Wed. | Goals | Opmerking                             |
| --------- | ---------------------- | ------------------------------- | ---- | ----- | ------------------------------------- |
| 1964-1977 | Ajax                   | Eredivisie                      | 392  | 16    |                                       |
| 1977-1978 | Schalke 04             | Bundesliga                      | 12   | 0     |                                       |
| 1978-1979 | FC Metz                | Division 1                      | 24   | 0     |                                       |
| 1979-1981 | Los Angeles Aztecs     | NASL                            | 73   | 3     |                                       |
| 1981      | Sparta Rotterdam       | Eredivisie                      | 11   | 1     | huur                                  |
| 1982      | Tung Sing              | Hong Kong First Division League | 4    | 0     |                                       |
| 1982      | San Jose Earthquakes   | NASL                            | 23   | 0     |                                       |
| 1982-1983 | Golden Bay Earthquakes | MISL                            | 28   | 0     | indoor                                |
| 1984      | Tulsa Roughnecks       | NASL                            | 0    | 0     | speler-trainer                        |
| 1985      | Houston Dynamos        | USL                             | –    | –     | competitie gestaakt, oefenwedstrijden |
| 1986-1987 | Tampa Bay Rowdies      | MISL                            | 10   | 0     | indoor, speler-trainer                |

- Nederlands elftal: 60 interlands, 3 goals.

## Erelijst
| Competitie                 |        |                                                               |      |      |
| Competitie                 | Aantal | Jaren                                                         |      |      |
| Ajax                       | Ajax   | Ajax                                                          | Ajax | Ajax |
| -------------------------- | ------ | ------------------------------------------------------------- | ---- | ---- |
| Mondiaal                   |        |                                                               |      |      |
| Wereldbeker voor clubteams | 1x     | 1972                                                          |      |      |
| Internationaal             |        |                                                               |      |      |
| Europacup I                | 3x     | 1970/71, 1971/72, 1972/73                                     |      |      |
| Europese Supercup          | 2x     | 1972, 1973                                                    |      |      |
| Intertoto Cup              | 1x     | Poulewinnaar in 1968                                          |      |      |
| Nationaal                  |        |                                                               |      |      |
| Eredivisie                 | 7x     | 1965/66, 1966/67, 1967/68, 1969/70, 1971/72, 1972/73, 1976/77 |      |      |
| KNVB beker                 | 4x     | 1966/67, 1969/70, 1970/71, 1971/72                            |      |      |

| Competitie                     | Winnaar   | Winnaar   | Runner-up | Runner-up  | Derde     | Derde     |
| Competitie                     | Aantal    | Jaren     | Aantal    | Jaren      | Aantal    | Jaren     |
| Nederland                      | Nederland | Nederland | Nederland | Nederland  | Nederland | Nederland |
| ------------------------------ | --------- | --------- | --------- | ---------- | --------- | --------- |
| Wereldkampioenschap voetbal    |           |           | 2x        | 1974, 1978 |           |           |
| Europees kampioenschap voetbal |           |           |           |            | 1x        | 1976      |